# Fatbike

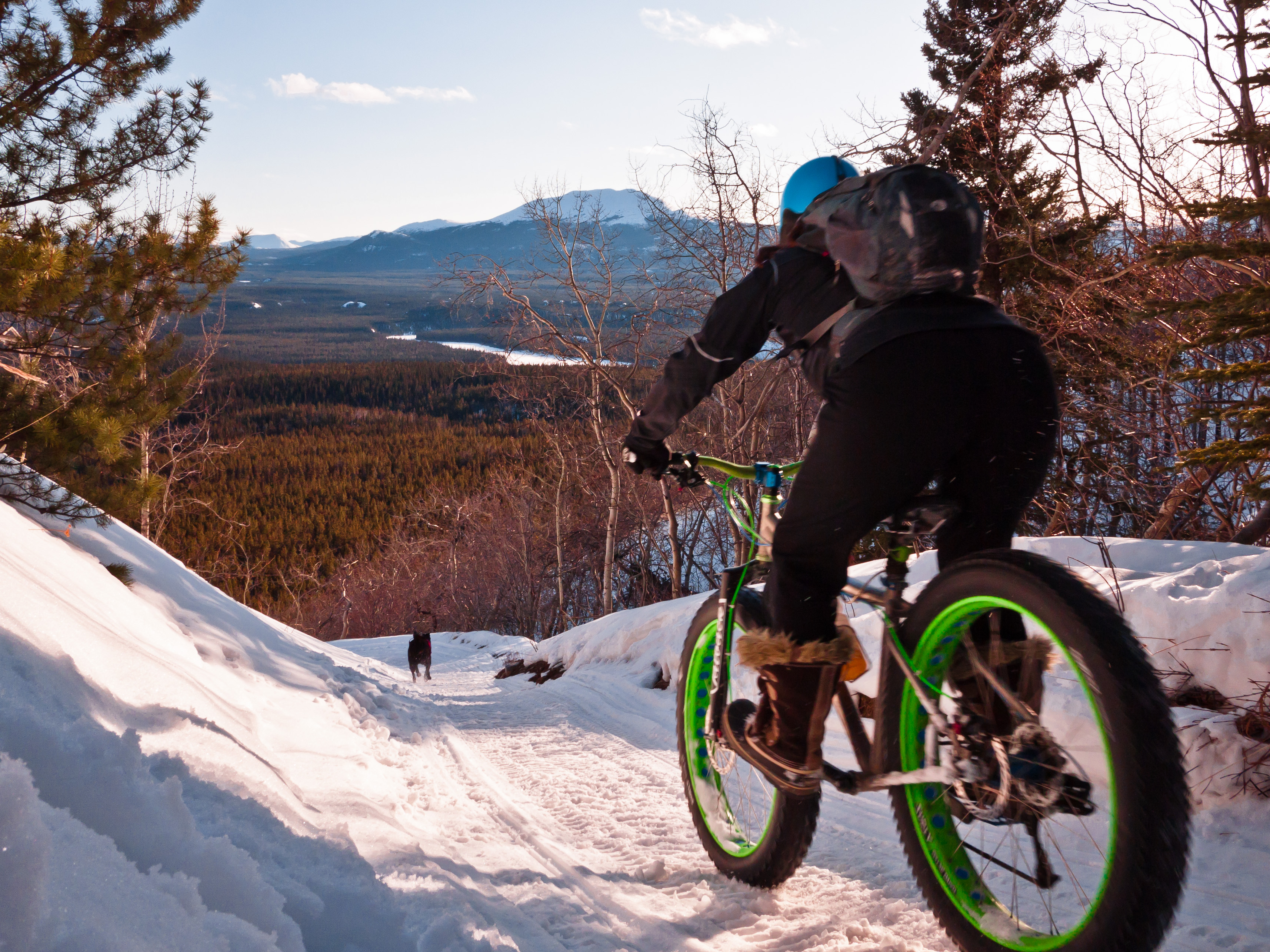
Le fatbike peut se pratiquer sur neige.

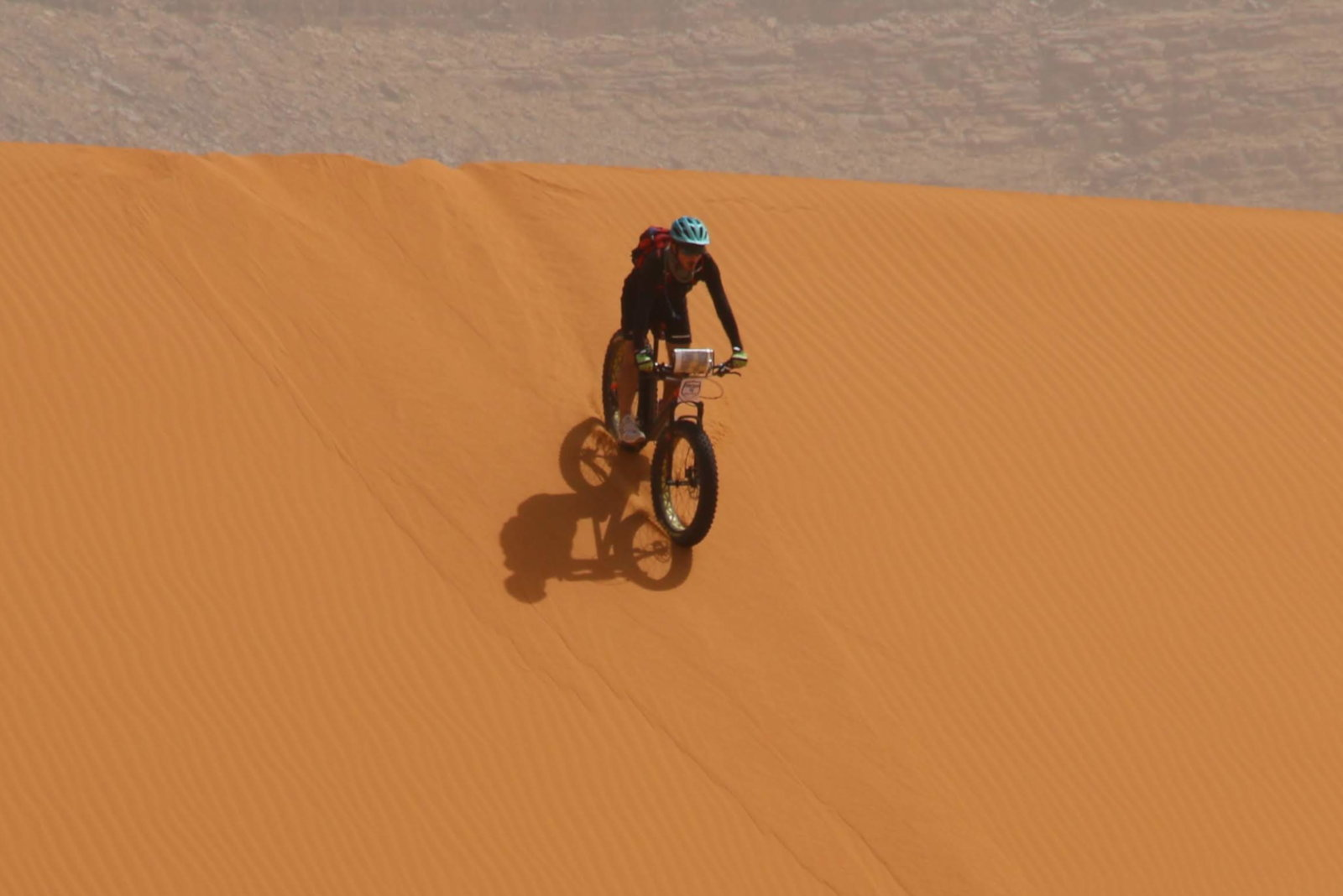
Le fatbike peut se pratiquer sur le sable.

Un fatbike, fat-tire bike (litt. « vélo à gros pneus »), ou vélo à pneus surdimensionnés, (VPS),, ou vélo à pneus ultralarges, est un vélo tout terrain (VTT) dont les pneus sont très larges et permettent une bonne adhérence sur un terrain difficile, comme la neige, le sable ou la boue. 
Bien que conçu pour l'activité sportive, le fatbike électrique voit son utilisation se développer fortement dans les centres urbains, provoquant d'importants conflits d'usage.

## Description
Son cadre est spécifiquement conçu pour faire place à des pneus surdimensionnés (souvent entre 12 cm de largeur montés sur des jantes de 100 mm). Les pneus peuvent être gonflés à une pression aussi basse que 340 hPa, permettant une conduite en douceur en terrain difficile, mais la pression moyenne utilisée varie souvent entre 550 et 690 hPa. La basse pression des pneus absorbe dans une certaine mesure les vibrations et les irrégularités du terrain. La majorité des fatbikes se passent donc de suspension sans altérer le niveau de confort.

## Histoire

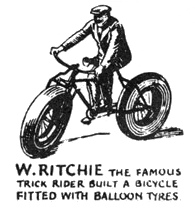
Prototype de vélo à gros pneus du début du XXe siècle.

Bien que l'utilisation de pneus surdimensionnés soit visible dès les débuts du développement de la bicyclette, cette pratique s'est installée surtout à partir du milieu des années 1980. Le premier vélo à gros pneus est le « tricycle monotrace » dessiné par le cycliste français Jean Naud, en 1980. Quelques années plus tard, un groupe d'Alaskains pratiquant le vélo de montagne décide de concevoir un vélo quatre saisons. Simultanément, au Nouveau-Mexique, Ray Molina commande un modèle de vélo utilisable dans des dunes. Il est testé pour la première fois en 1999 à l'Interbike International Bicycle Expo. En 2001, le concepteur Mark Gronewald enregistre la marque de commerce « Fatbike ». Différents modèles font leur apparition dans les années 2000. La popularité de la discipline explose au début des années 2010, avec l'organisation d'événements et une meilleure réglementation. Le fatbike demeure surtout populaire en Amérique du Nord durant l'hiver. Bien que le VTT reste pour l'instant dominant, l'utilisation de roues de fatbike s'est étendue par effet de mode à des classes de vélos qui ne sont plus nécessairement prévus pour le tout-terrain, à condition que le cadre soit construit suffisamment large pour les accueillir.

## Usage controversé dans les centres urbains
Bien qu'initialement conçus pour rouler sur la neige ou le sable, ces massifs VTT en version électrique d’une trentaine de kilos, souvent débridés, rencontrent un succès grandissant dans les centres urbains. D'importants problèmes de cohabitation se posent avec les piétons et les cyclistes classiques, qui craignent une « SUVisation du vélo » et un risque plus élevé en cas de collision.
Les fatbikes électriques peuvent aussi s'avérer dangereux pour leurs utilisateurs. En théorie, leur moteur ne doit pas excéder une puissance de 250 watts, ni permettre une assistance au-delà de 25 kilomètres à l'heure, sinon ils entrent dans la catégorie des cyclomoteurs, avec les contraintes associées (immatriculation, carte grise, assurance spécifique, casque homologué). Toutefois, quand ceux-ci sont débridés, ils atteignent des vitesses de 50 kilomètres à l'heure, et les conducteurs n'ayant pas les équipements de protection adaptés, sont victimes de nombreux accidents avec traumatisme crânien.

## Galerie

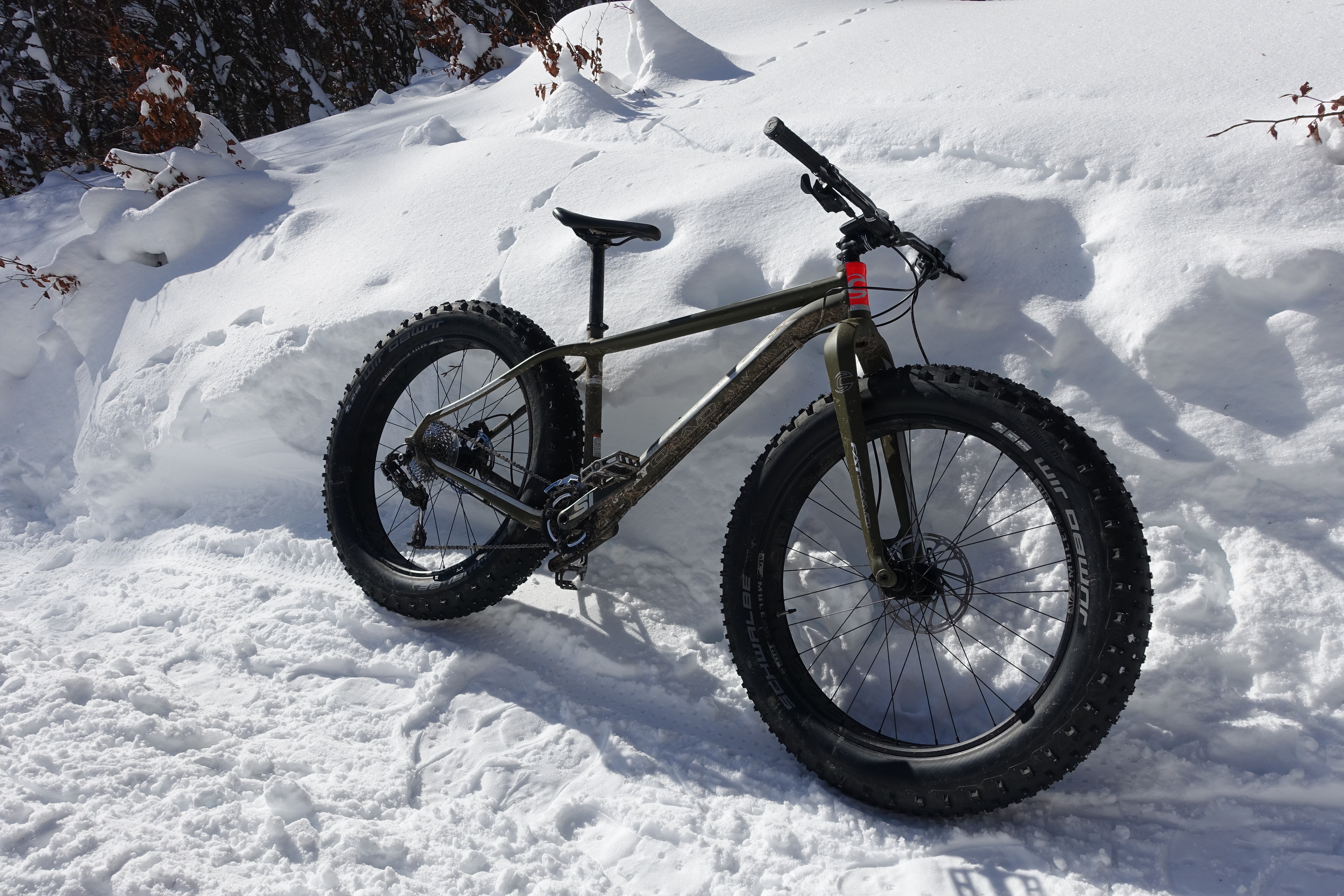
Utilisation sur la neige.
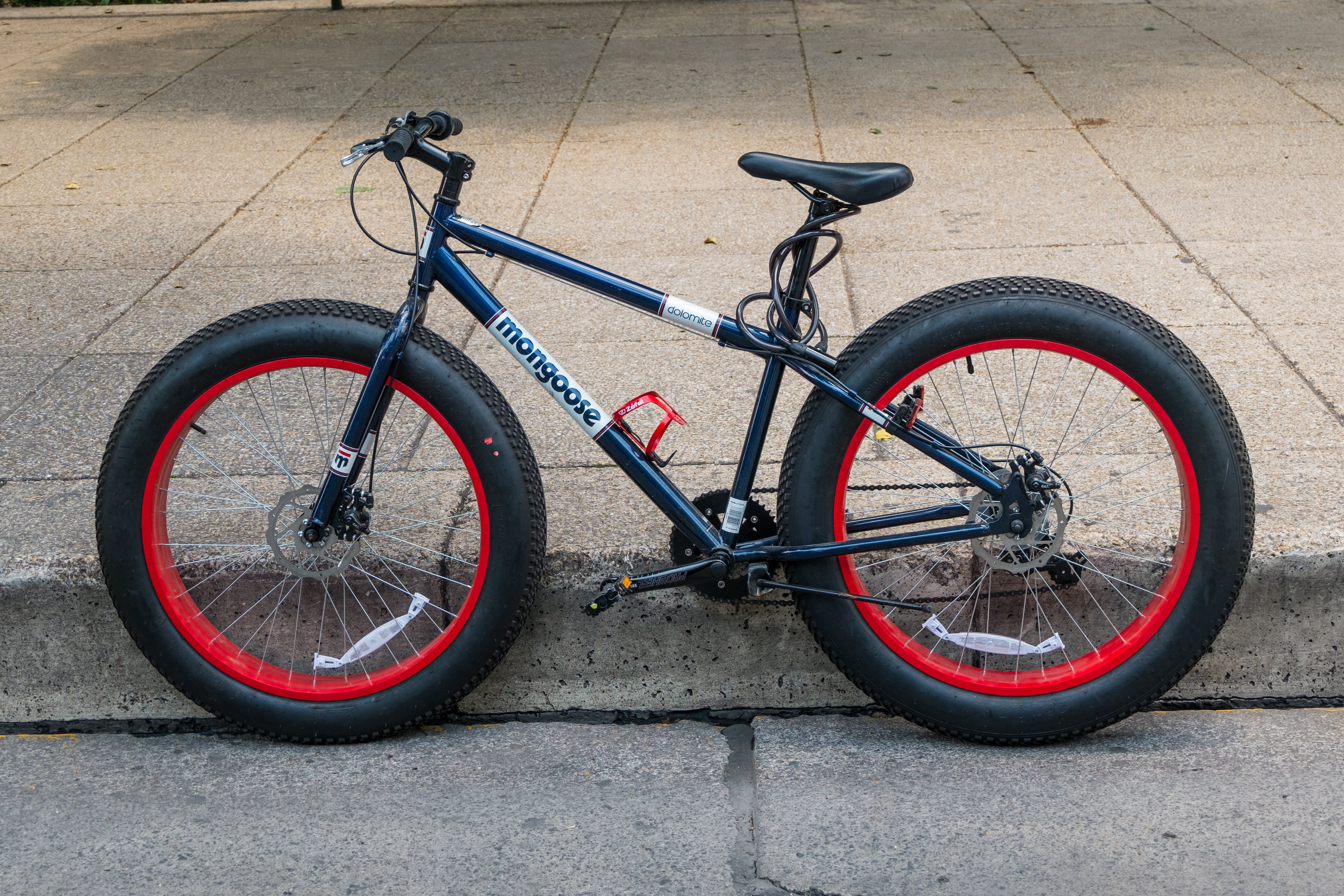
Utilisation sur l'asphalte.
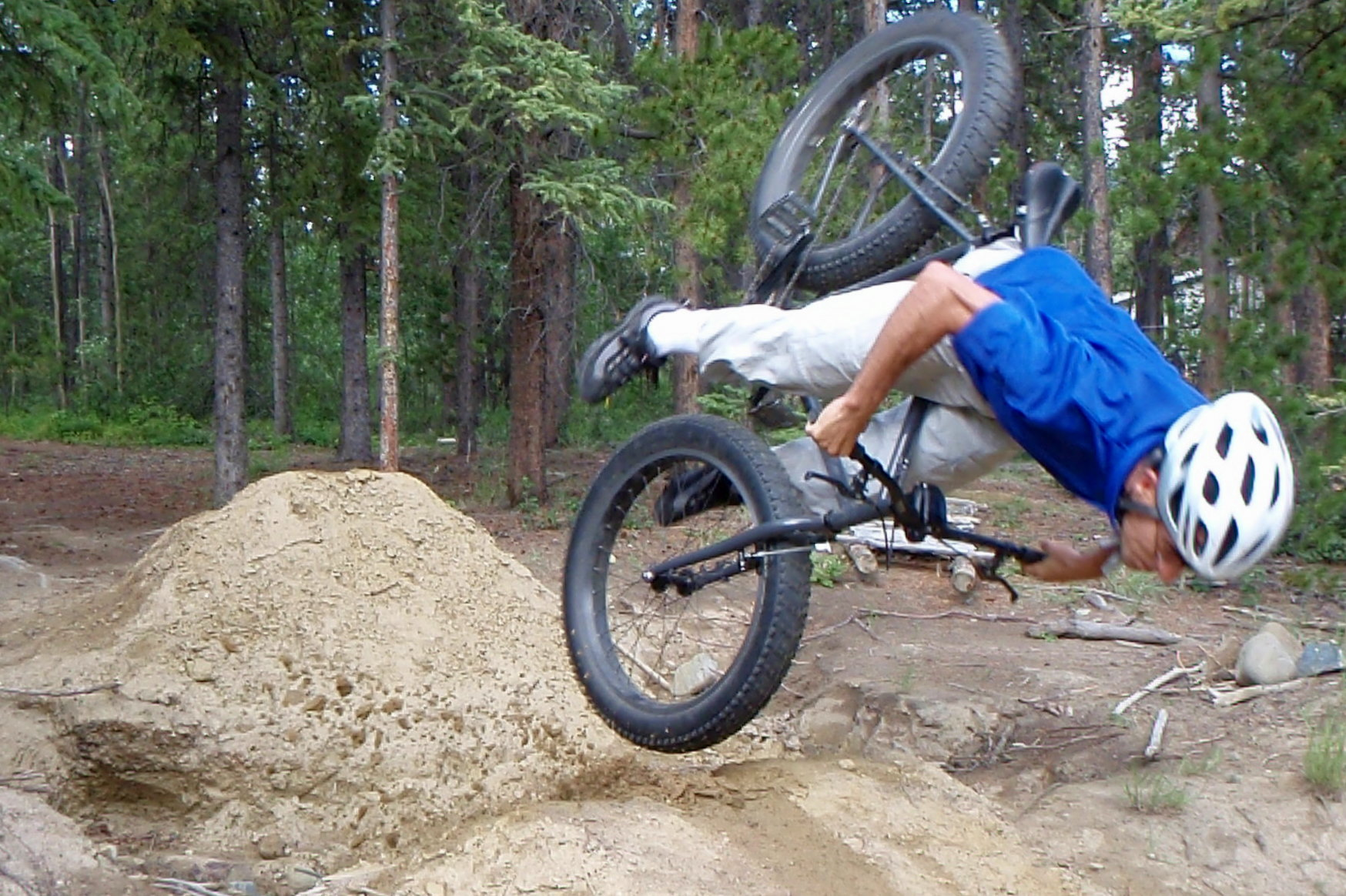
Utilisation sur le sable.
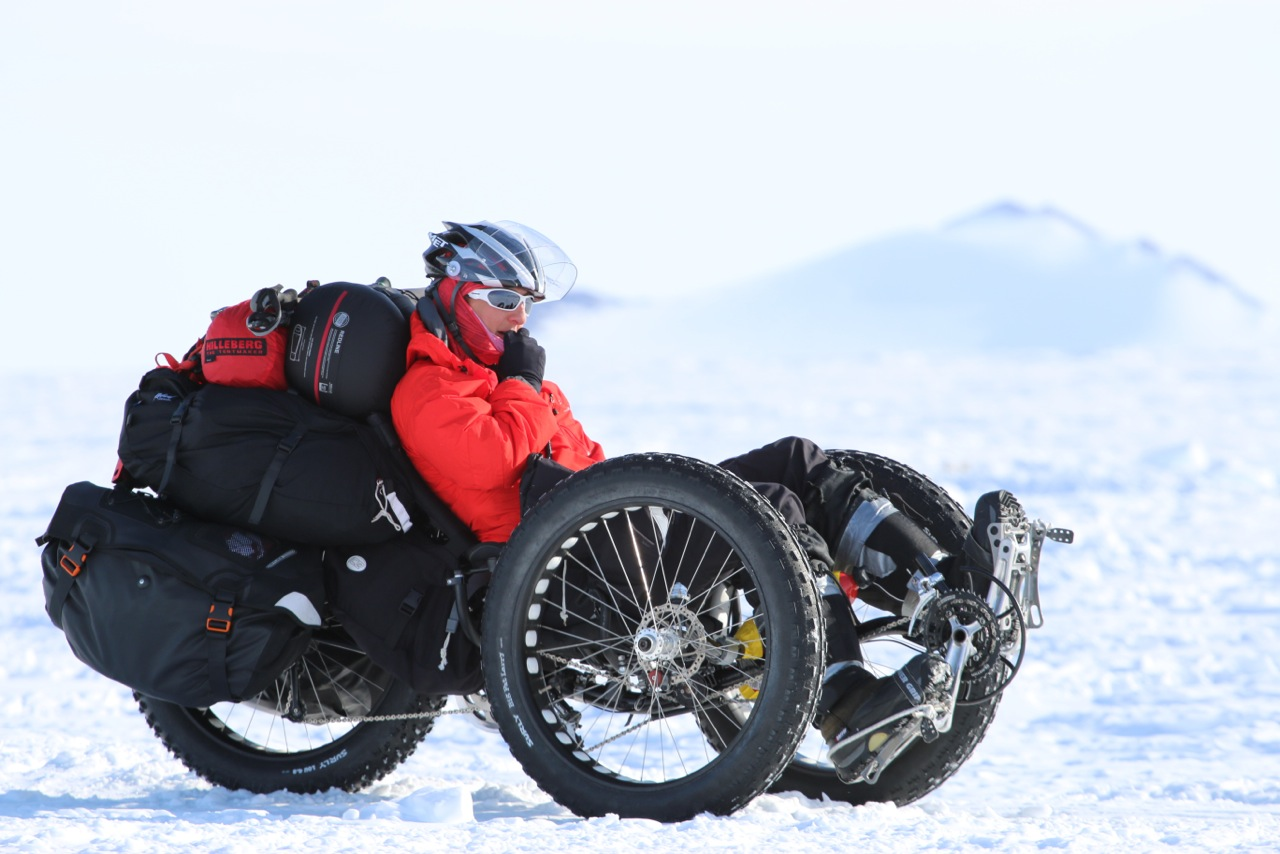
Un fatbike de type tricycle couché.

## Courses célèbres

### En France
- La Fatbike Race Trembladaise (Charente-Maritime)

### Ailleurs
- Wendigo Fatbike Ultra (Ottawa, Canada)
- Championnat du monde de fatbike (non officiel) (Crested Butte, Colorado)
- Raid TransMauritania Fatbike (Atar, Mauritanie)
- Traversée du lac Saint-Jean (Québec, Canada)